# Engenharia ambiental e energias renováveis

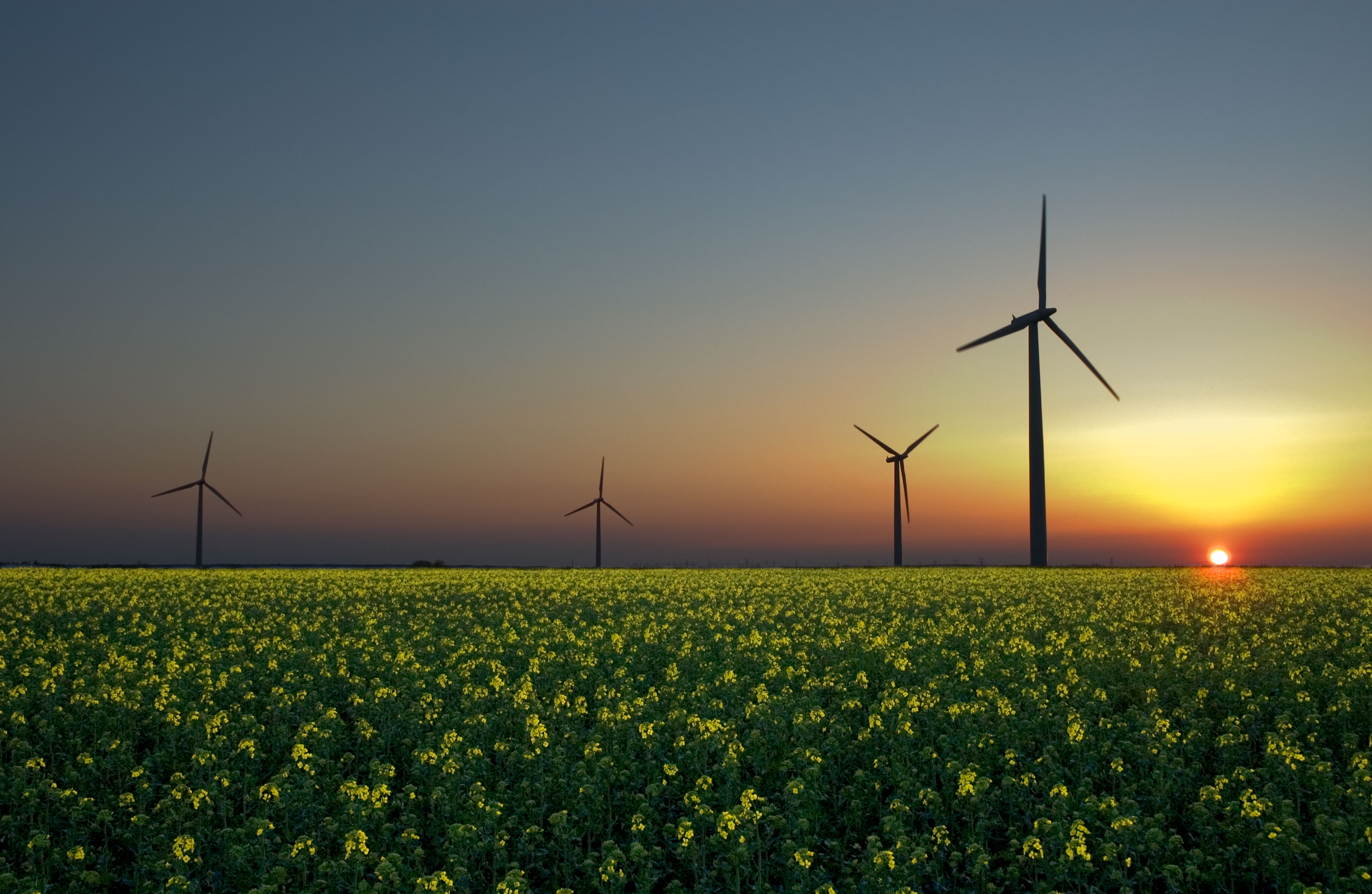
Eólica, solar e biomassa são três fontes emergentes de energia renovável.

Estação de tratamento de água (ETA).

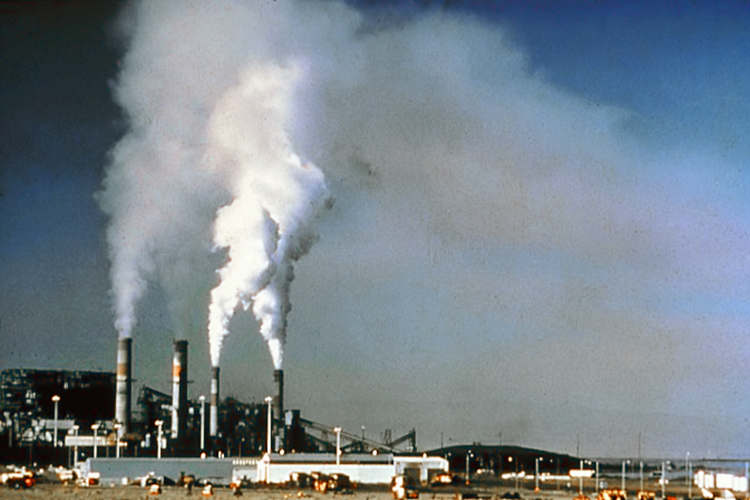
A poluição atmosférica, um dos grandes problemas ecológicos atuais.

A Engenharia Ambiental e Energias Renováveis é o ramo da engenharia que atua nas áreas da Engenharia Ambiental, Engenharia Sanitária e Engenharia de Energia. Tem todas as atribuições de um profissional formado em Engenharia Ambiental além da ênfase em  Energias Renováveis que lhe permite solucionar a crise energética com baixo impacto ambiental.
A Engenharia Ambiental e Energias Renováveis estuda os problemas ambientais de forma integrada nas suas dimensões ecológica, social, econômica e tecnológica, com vista a promover o desenvolvimento sustentável além dos problemas referente as energias. O Engenheiro(a) Ambiental e de Energias Renováveis deverá saber reconhecer, interpretar e diagnosticar impactos ambientais negativos e positivos, avaliar o nível de danos ocorridos no meio ambiente e propor soluções integradas de acordo com o direito do ambiente vigente. 

## Objetivo do curso de Engenharia Ambiental e Energias Renováveis

O Eng. Ambiental e de Energias Renováveis se vale dos três pilares de sustentabilidade: Econômico, Social e Ambiental

- Ofertar condições para a formação de um Engenheiro(a) com capacidade e aptidão para pesquisar, elaborar e prover soluções que levem a harmonização das diversas atividades humanas com o meio físico e os seus ecossistemas;

- Ofertar conteúdos que proporcionem compreensão clara da área de atuação da Engenharia Ambiental, que atualmente exige a integração entre diversos campos do conhecimento, com ênfase nas áreas de sistemas críticos ambientais, para avaliação e monitoramento dos impactos sobre o meio ambiente;
- Formar profissionais com capacidade de planejar, orientar, supervisionar e coordenar projetos que envolvam equipes multidisciplinares no que diz respeito a problemas ambientais.

- Formar profissionais capazes de usar as tecnologias correntes para que soluções e previsões de problemas ambientais;

- Proporcionar uma  formação em Engenharia, envolvendo os campos da Física, Computação e Matemática, contando com o adequado suporte de conhecimentos em Ecologia, Geociências, Química e Legislação;

## Tempo de Graduação
- 10 semestres (5 Anos)

## Instituição Públicas que ofertam o Curso[4]
- Universidade Federal Rural da Amazônia - UFRA
- Universidade Federal da Fronteira Sul - UFFS

## Áreas de Atuação[5]
- O bacharel em Engenharia Ambiental e Energias Renováveis formado poderá atuar como engenheiro de controle de poluição em grandes empreendimentos como usinas hidrelétricas, termelétricas, indústrias de base (química e petroquímica, de mineração, siderurgia e de papel e celulose) e obras de infraestrutura (rodovias e ferrovias).  No setor público, em prefeituras, órgãos do meio ambiente e empresas estatais que atuam nas áreas de tratamento de água e esgoto, bem como conservação e recuperação de áreas degradadas. No setor privado, o profissional pode atuar em departamentos de planejamento, gestão ambiental, consultoria e auditoria ambiental.

## Perfil do Egresso
- O egresso deste curso deve ter capacidade desenvolver pesquisas, de projetar, compreender e desenvolver novas tecnologias de geração e transformação de energias renováveis. Deve conhecer e ser apto a avaliar os impactos ambientais envolvidos nas questões energéticas, monitoramento, controle, além da gestão e qualidade ambiental. Deve atuar na identificação de problemas e ser capaz de apontar soluções para questões energéticas e ambientais decorrentes de produção, geração e utilização de energia, atendendo as demandas da sociedade. E é um profissional de formação sistêmica com ênfase em tecnologias ambientais, instrumentos de diagnóstico, avaliação, monitoramento e modelagem ambiental. Isto tudo com foco no desenvolvimento econômico sustentável, cuja meta é cuidar para que sejam respeitados os limites de uso dos recursos naturais. A sua principal função é preservar a qualidade da água, do ar e do solo; Ter o domínio de tecnologias e métodos de controle e extração na mineração e elaborar relatórios de impacto ambiental e planos para o uso sustentável dos recursos naturais, bem como elaborar estratégias de ações mitigatórias. Além de Implantar e executar projetos de avaliação e elaboração de estudos sobre o impacto das atividades humanas no meio ambiente.